# 降龙之白露为霜
《降龙之白露为霜》（英語：Xiang Long），2018年中国时代剧。本剧改编自尼罗的同名小说，由杨昊铭、赵诚宇、唐本领衔主演，搜狐视频于2018年10月12日首播。

## 播出时间
| 频道     | 所在地   | 播映日期       | 播出时间 | 备注 |
| -------- | -------- | -------------- | -------- | ---- |
| 搜狐视频 | 中国大陆 | 2018年10月12日 |          |      |

## 劇情大綱
民国初年，已故白大帅之子白露生（杨昊铭飾）年幼时满门遭屠，唯他幸免于难，被送往父亲的故交龙镇守使家中寄养。
龙镇守使有一独子龙相(赵诚宇飾)，与露生年岁相仿，相貌精致漂亮，然个性冷漠无情。露生与他朝夕相处，时常被他欺压，却也拿他没有办法。
龙相毕生之梦就是做大总统，而露生则以复仇为己任。终有一日，露生的复仇之路阻碍了龙相的御极之途，一边是万丈荣光的金銮宝殿，一边是白露生。龙相到底会作何选择。

## 演員列表

### 主要演員
| 演員   | 角色          | 介紹 |
| 杨昊铭 | 白露生/白頌德 | 谋略十足隐忍坚毅，白露生隐姓埋名藏匿于北方龙镇守使府上，并遇到了乖张跋扈、一心想要雄霸天下的龙家公子龙相和乖顺的侍女丫丫，白露生的复仇之路和龙相的争霸进阶之旅交织展开。                                 |
| 赵诚宇 | 龙相          | 家境优越，恃宠而骄的龙小爷，前期傲慢任性、恣意妄为，但是在遭遇到家庭变故，体会到了人情冷暖和众叛亲离后，携手挚友白露生开始走上了作战之路。情义乱世生，相顾两难全，一位年轻有为的少年将军龙相正在成长中。 |
| 李彦漫 | 丫丫          | 外表温柔乖顺，笑容甜美，既是龙相身边的丫鬟，也是陪龙相一起长大的玩伴。白露生出现后，丫丫的世界突然发生了变化，并渐渐对白露生心生爱慕，于是当龙相提出要娶丫丫的时候，她陷入了纠结和徘徊。                 |

### 其他演員
| 演員   | 角色   | 介紹 |
| 唐本   | 艾琳   | 一位外表俏丽，心思机敏的神秘女子，她的身份扑朔迷离，为了生存可以屡出奇招，人前人后多张面孔更是让人捉摸不透。+ |
| 贺开朗 | 满承泽 | |
| 刘昊宸 | 徐子云 | |
| 赵磊   | 叶崇虎 | |
| 刘骐   | 刘学文 | |
| 曹高波 | 白平   | |
| 孙嘉琪 | 小檀   | 龙相的丫鬟，古灵精怪又倔强的女孩，对龙相很忠心。                                                              |

## 电视原声带
| 曲序 | 曲目               | 演唱           |
| ---- | ------------------ | -------------- |
| 1.   | 契约（主题曲）     | 杨昊铭、赵诚宇 |
| 2.   | 一生再见（片尾曲） | 许飞           |